# Renmin Ribao
Renmin Ribao (chiń. 人民日报; pinyin: Rénmín Rìbào – Dziennik Ludowy, ang. People's Daily) – dziennik Komunistycznej Partii Chin wydawany od 1948. Od 1949 siedziba gazety mieści się w Pekinie. Jego nakład waha się w granicach 3 mln egzemplarzy, a oprócz edycji chińskiej, istnieją także m.in. angielska, arabska, hiszpańska, japońska, francuska i rosyjska.

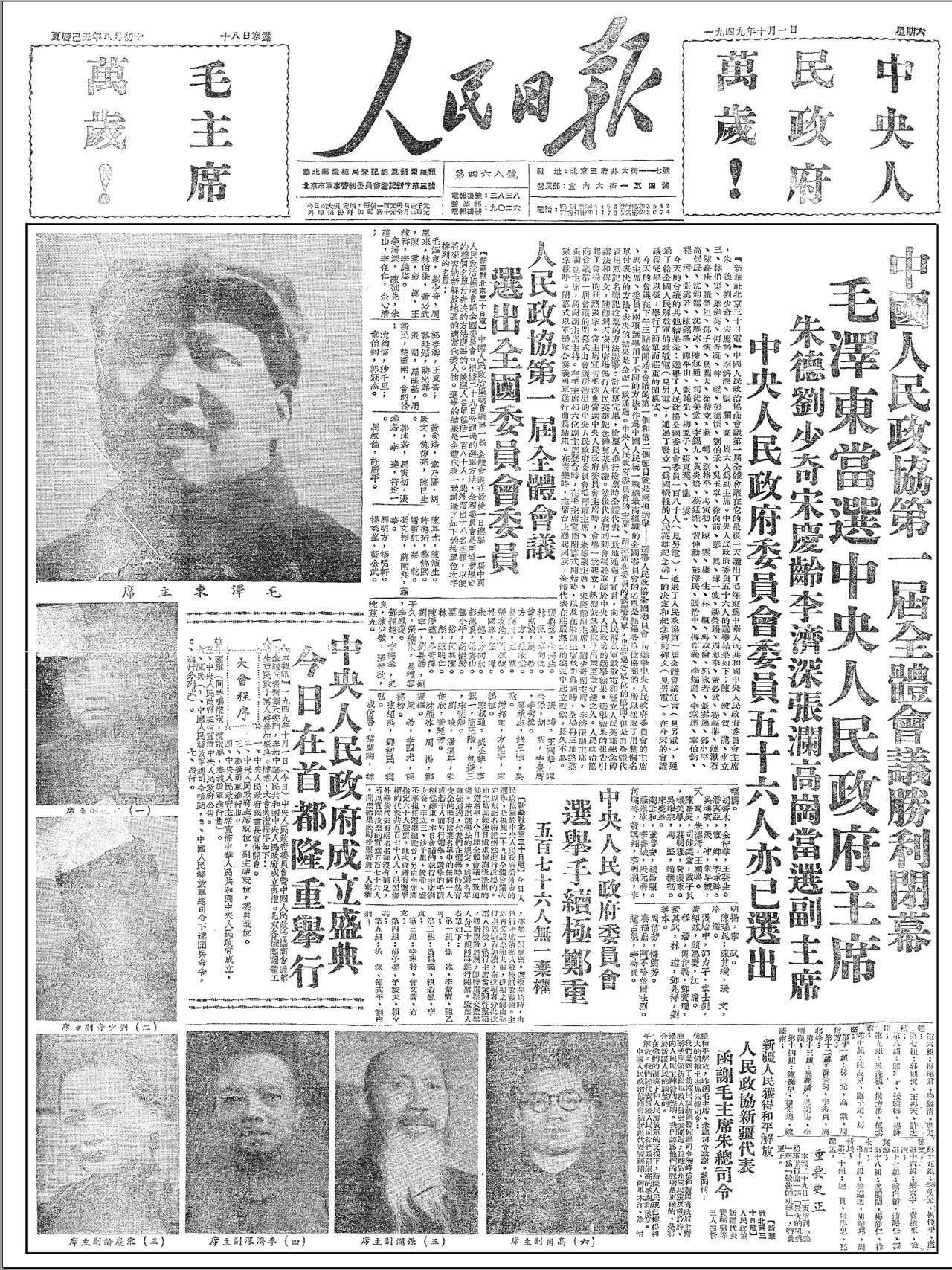
Wydanie z 1 października 1949

Dziennik jest uważany za najważniejszą gazetę w Chinach, ukazującą aktualne stanowisko partii wobec wydarzeń w kraju i na świecie. 
W 1997 redakcja Renmin Ribao uruchomiła serwis internetowy gazety. W 2014 opracowano aplikację na smartfony, która pozwala na odczyt informacji w języku mandaryńskim, zaś w 2017 – angielskim.